# Kropotkin (město)
Kropotkin (rusky Кропо́ткин) je ruské město v Krasnodarském kraji, nacházející se na pravém břehu řeky Kubáň. Bylo založeno pod jménem Romanovskij (Романовский) na konci 18. století a bylo přejmenováno na Kropotkin na počest ruského anarchisty a vědce Petra Kropotkina v roce 1921, kdy obec získal status města. Železniční stanice ve městě se jmenuje Kavkazskaya. Vývoje obyvatelstva: 79 185 (k roku 2002); 75 929 (k roku 1989); 70 000 (k roku 1972); 42 000 (k roku 1939); 27 000 (k roku 1926).